# Вентоса-де-ла-Куеста
Вентоса-де-ла-Куеста (ісп. Ventosa de la Cuesta) — муніципалітет в Іспанії, у складі автономної спільноти Кастилія-і-Леон, у провінції Вальядолід. Населення — 141 особа (2010).
Муніципалітет розташований на відстані близько 150 км на північний захід від Мадрида, 27 км на південь від Вальядоліда.

## Демографія
Динаміка населення (INE ):